# Reichsjägerhof Rominten
De Reichsjägerhof Rominten was het jachthuis van nazi-kopstuk Hermann Göring op de Rominter Heide (Russisch: Красный лес, Krasnij Les, Pools: Puszcza Romincka) in het oosten van Oost-Pruisen.
De Rominter Heide stond bekend als koninklijk jachtgebied. Keizer Wilhelm II kwam hier van 1890 tot 1913 jaarlijks om te jagen. Sinds 1891 was Wilhelm de eigenaar van het bestaande jachthuis. Dit bleef hij ook na zijn afzetting en ballingschap. Toen Hermann Göring in de jaren 30 geïnteresseerd bleek in het jachthuis, weigerde Wilhelm hem in het huis te laten verblijven.
In september 1935 gaf Göring opdracht tot de bouw van een nieuw jachthuis op de Rominter Heide. Dit gebouw kwam een jaar later gereed. In eerste instantie was Göring van plan het de naam Emmyhall te geven, naar zijn vrouw Emmy Göring. Hij had dit eerder gedaan bij Carinhall op de Schorfheide (genoemd naar zijn eerste vrouw Carin Göring). Het gebouw kreeg echter de naam Reichsjägerhof Rominten. Het aangrenzende jachtgebied was ca. 260 km² groot. Na de dood van Keizer Wilhelm in 1941 dwong Göring de nabestaanden alsnog om afstand te doen van het oude jachthuis. Bij Braunschweig bezat Goring nog een jachthuis met de naam Reichsjägerhof Hermann Göring.
In 1940 liet Göring het complex uitbreiden met een ondergrondse bunker. Tijdens Operatie Barbarossa, de aanval van nazi-Duitsland op de Sovjet-Unie in 1941, diende het tijdelijk als Görings hoofdkwartier. In augustus 1944 bereikte het Rode Leger de grenzen van Oost-Pruisen en Göring beval de vernietiging van het Reichsjägerhof. Uiteindelijk werd op 20 oktober 1944 het hele complex door het nog aanwezige personeel in brand gestoken. Volgens het informatiebord dat tegenwoordig op de locatie is geplaatst zou Göring vlak daarvoor nog voor het laatst op de Rominter Heide hebben gejaagd.
Na de Tweede Wereldoorlog kwam het gebied in de Sovjet-Unie te liggen, in de huidige oblast Kaliningrad. In 2013 werd er door Russische investeerders gesproken over reconstructie van het complex.

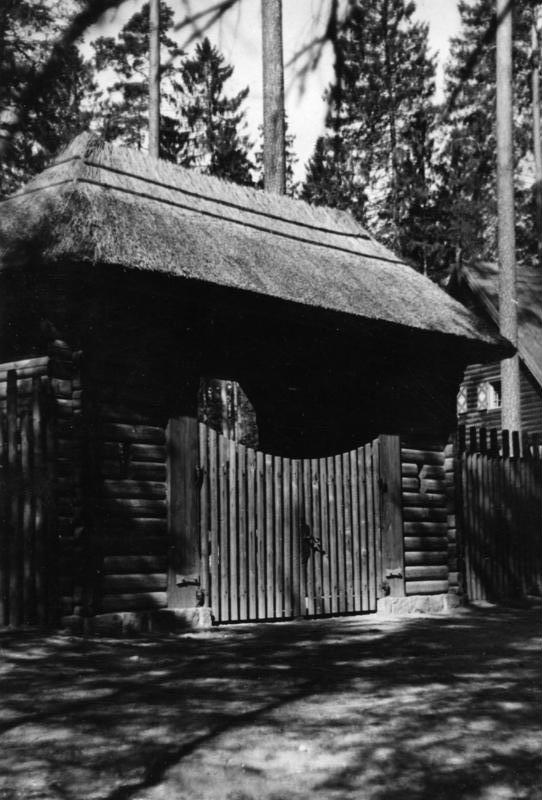
Hoofdingang (1941)
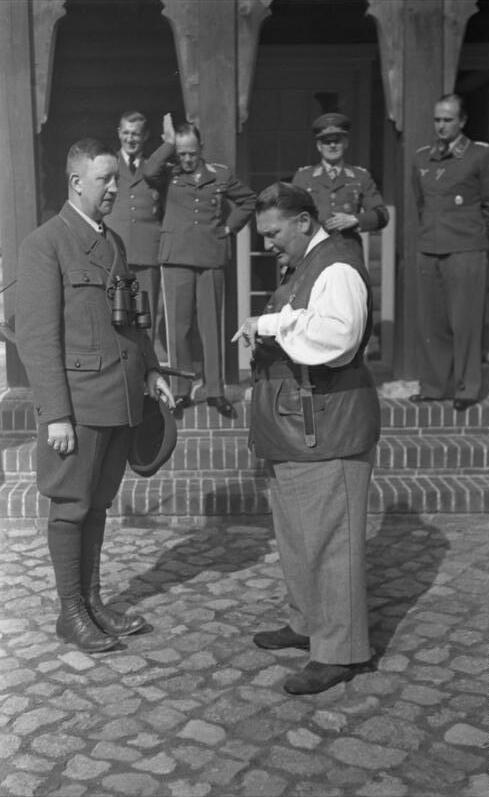
Hermann Göring en generaal Friedrich Fromm bij het jachthuis (1941)
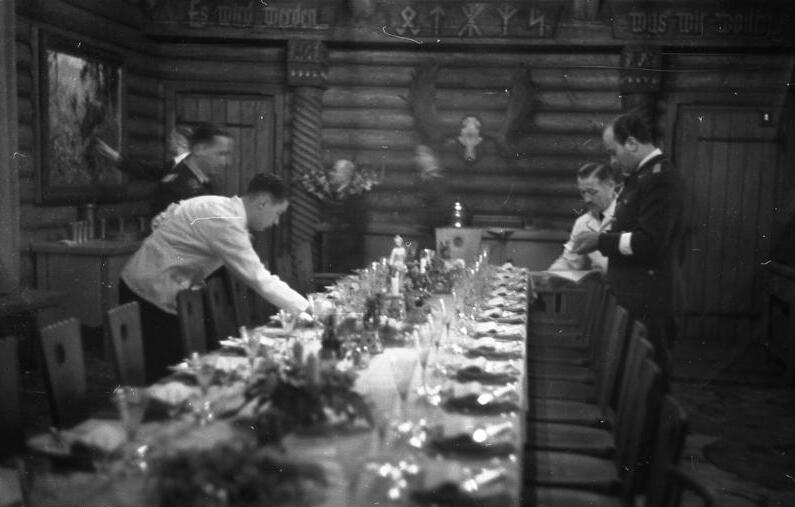
Eetzaal (1936)
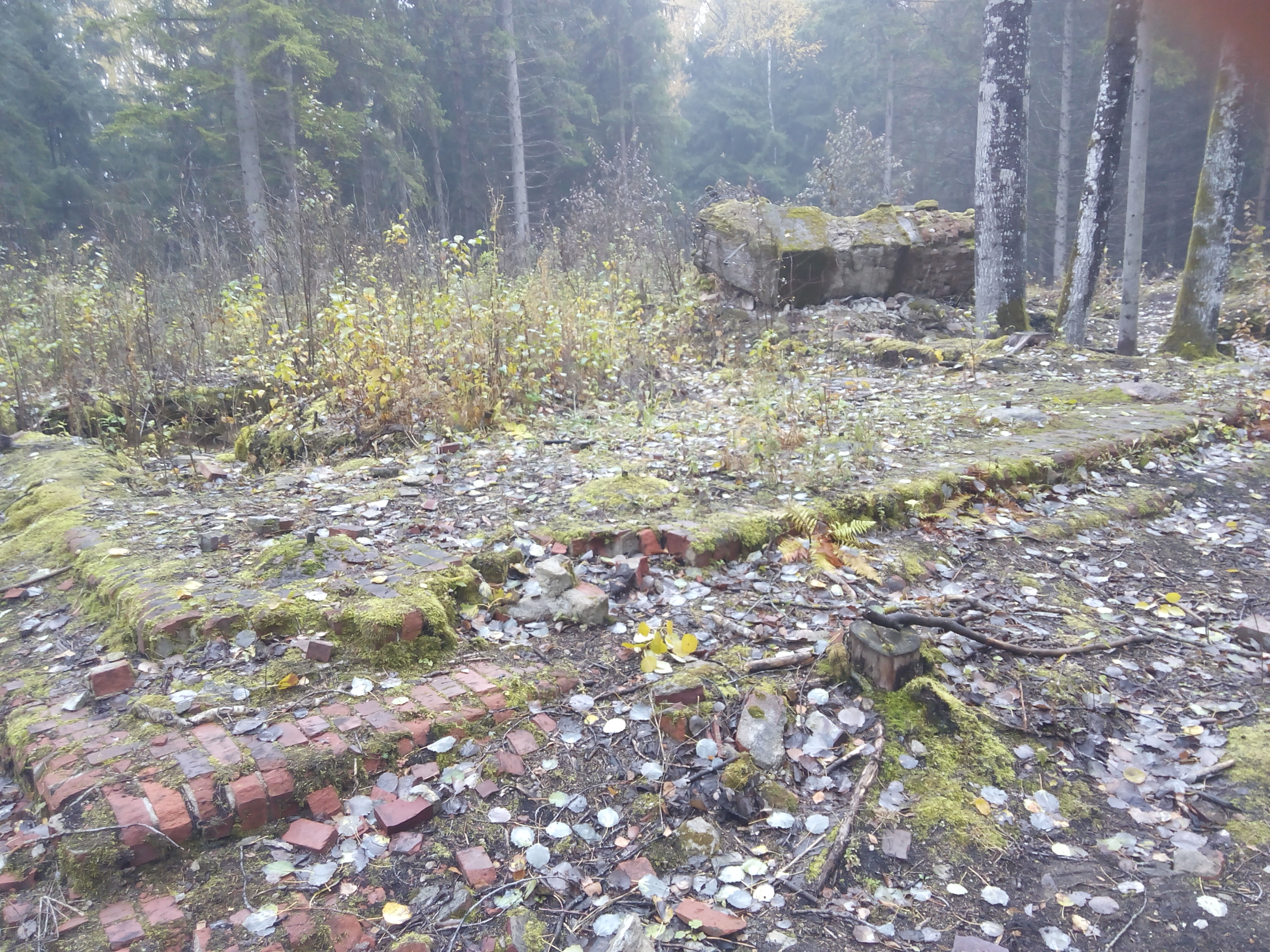
Overblijfselen van de Reichsjägerhof (2015)
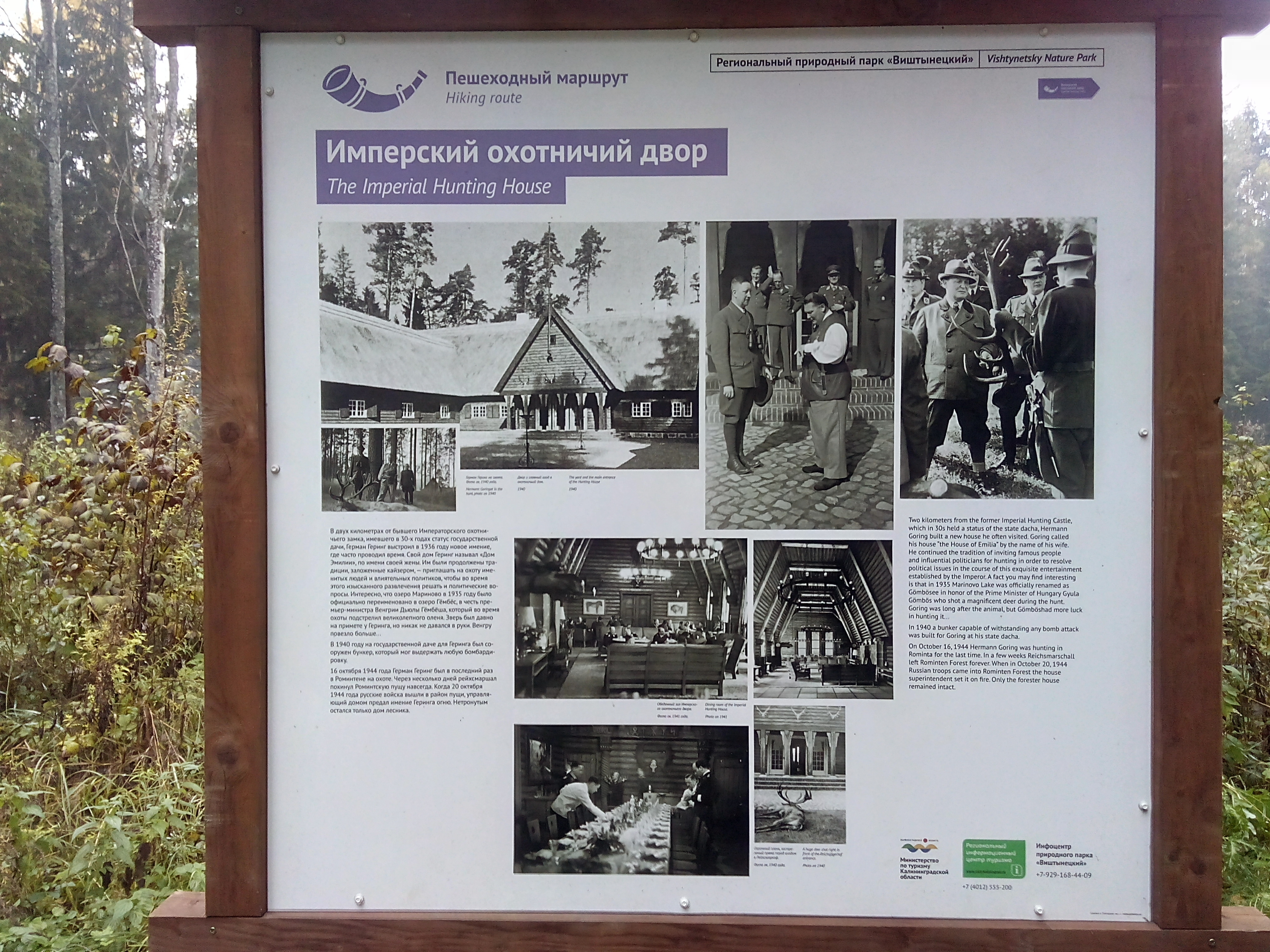
Informatiebord